# Haski
Haskiji su srednje veliki psi posebno uzgojeni za preživljavanje u polarnim uvjetima.    Srodni su samojedima i aljaskim malamutima.
Postoje dvije vrste haskija - krupniji sibirski i malo manji, aljaski. I jedni i drugi imaju plave ili smeđe oči, a 20 posto ih ima jedno plavo, a drugo smeđe oko. Neki pretpostavljaju da je ta pasmina vučje krvi.

## Opis
Prosječan životni vijek iznosi 12-15 godina.
Nervozni su samo kad im je dosadno, kad se ne kreću dovoljno, te obično nisu agresivni prema ostalim psima. Iznimno su inteligentni, samostalni, ali i samovoljni. Haskiji obožavaju snijeg i trčanje u zaprezi.
Farma haskija u mjestu Kapalamaki, nedaleko od Rovaniemija u Finskoj, ima cca 160 sibirskih i aljaskih haskija.

## Vanjske poveznice
|  | Zajednički poslužitelj ima još gradiva o temi Haski |